# مفاغرة جراحية
في المصطلحات الجراحية، تتطلب عملية المفاغرة وصل عضوين (الأحشاء) مجوفين مع بعضهما البعض لإعادة الاستمرارية بعد عملية الاستئصال أو لتجنب استطالة مرض غير قابل للعلاج جراحيًا. كانت إجراءات هذه العملية تحدث قديمًا بواسطة مواد الخياطة، ولكن فيما بعد تم استخدام الدباسة الآلية والغراء البيولوجي. ويمكن أن تكون المُفاغَرَةُ إما مفاغرة النِّهايَةِ بالنِّهايَة أو مُفاغَرَةُ الجانِبِ بالجَانِب أو مُفاغَرَةُ النِّهايَةِ بالجَانِب وهذا يعتمد على ظروف عملية الاستبناء اللازمة أو عملية المجازة. وتستخدم أيضًا كلمة إِعادَةُ المُفاغَرَة لوصف إعادة الوصل الجراحي الذي يعكس العملية الجراحية السابقة لقطع المفاغرة التشريحية، على سبيل المثال، إجراء عكس البوق بعد إجراء رَبْط البوق.
يتم إجراء المفاغرة عادة على:
- الأوعية الدموية: الشرايين والأوردة. تتطلب أغلب الإجراءات الوعائية مفاغرة وعائية وهذه الإجراءات تشمل جميع عمليات المَجازَة الشريانية (على سبيل المثال، المجازة التاجية)، وجميع أنواع استئصالات أم الدم وجميع زراعات الأعضاء الصلبة. وتستخدم أيضا مفاغرة وصل الشريان بالوريد لإنشاء ناسورٌ شِرْيانِيٌّ وَريدِيّ كمنفذ للدِيال الدَمَوِيّ.
- الجهاز الهضمي: المريء والمعدة والأمعاء الدقيقة والأمعاء الغليظة وقنوات الصفراء والبنكرياس. ويتبع كل قطع انتخابي لأعضاء الجهاز الهضمي مفاغرة لإعادة الاستمرارية؛ تصنف عملية استئصال البنكرياس والإثناعشري ضمن العمليات الكبرى حيث تحتاج ثلاث مفاغرات منفصلة (المعدة والسبيل الصفراوي والبنكرياس بالأمعاء الدقيقة). وتعتبر عمليات مجازة الجهاز الهضمي قليلة الحدوث هي حجر الأساس لجراحة علاج السمنة. وقد أدى الاستخدام المنتشر لأجهزة الخياطة الآلية (الدباسات الخيطية والدائرية) إلى تغيير الجراحة المعدية المعوية.
- الجهاز البولي: الحالب والمثانة والإِحْليل. تتطلب كل من عملية استئصال البروستاتا الجذري وعملية استئصال المثانة الجذري مفاغرة المثانة بالإِحْليل لإعادة الاستمرارية.
- الجِراحَة المِجْهَرِيَّة: أدى ظهور تقنيات الجراحة المجهرية إلى السماح بإجراء مفاغرات كانت في الماضي أمرًا مستحيلاً، على سبيل المثال، ما يسمى «المفاغرة العصبية» (ولا تعد مفاغرة وفقًا للتعريف السابق)، وعملية إعادة الخصوبة بعد إجراء ربط البوق واستئصال الأَسْهَر.

ويعتبر إجراء المفاغرة عادة خطوة معقدة ومستهلكة للوقت في العملية الجراحية ولكنها هامة لنتاج الإجراء.